# Cumowanie

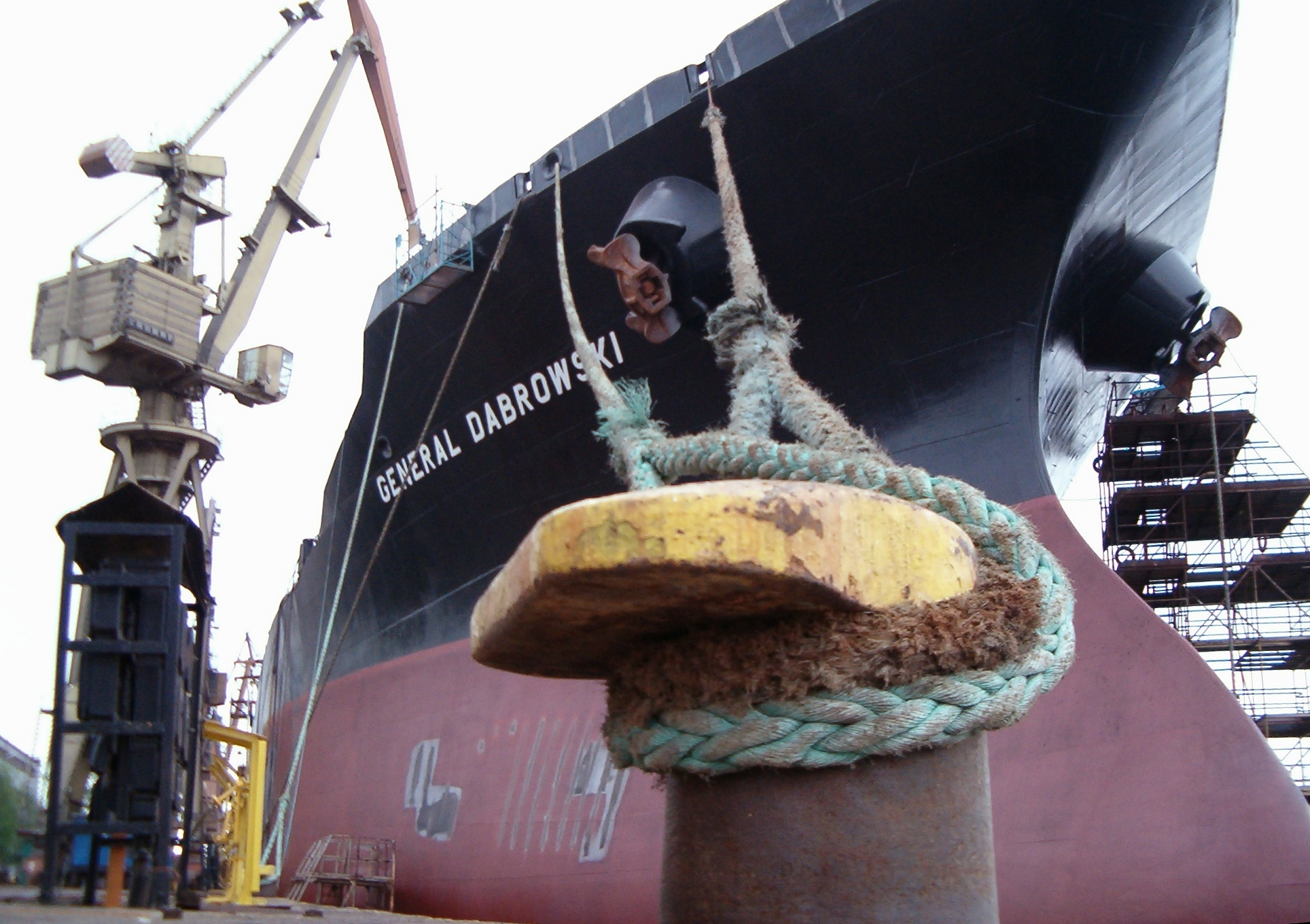
Zacumowany statek

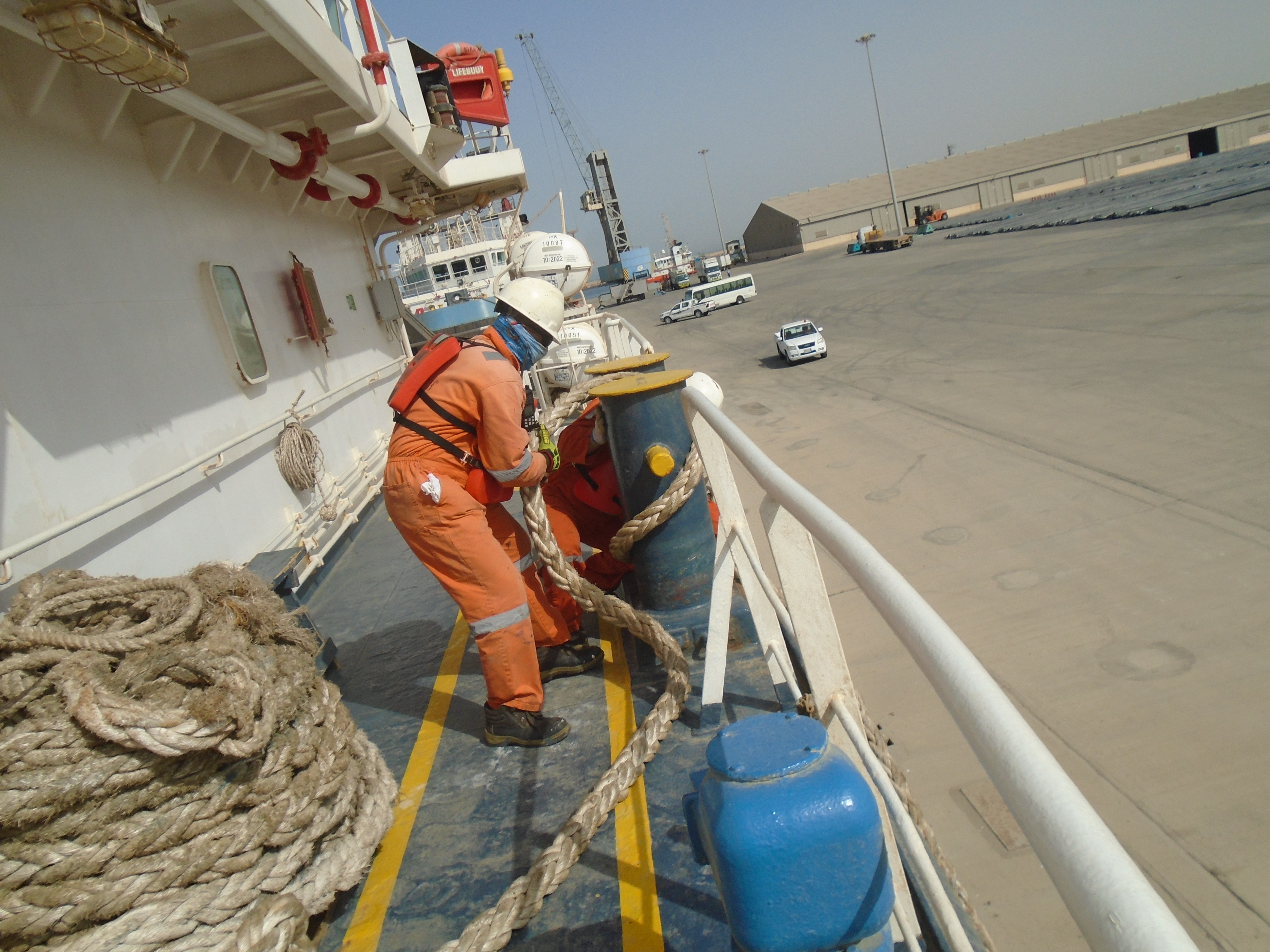
Dwaj marynarze mocują cumę na polerze statkowym

Cumowanie – unieruchomienie jednostki pływającej (statku wodnego) przy nabrzeżu, kei, pomoście, burcie innej jednostki, boi, pławie, dalbie, beczce cumowniczej itp.
Termin cumowanie odnosi się także do unieruchamiania przy odpowiednich platformach i wieżach statków powietrznych lżejszych od powietrza (balony, sterowce), oraz do statków kosmicznych łączących się z sobą w przestrzeni kosmicznej.
Cumowanie statków wodnych
Czynności tej dokonuje się za pomocą lin cumowniczych podawanych z pokładu cumującej jednostki. W zależności od sposobu użycia tych lin, nazywa się je cumami, szpringami lub brestami. Liny cumownicze wyprowadza się z jednostki zasadniczo tylko z okolic jej dziobu i rufy. Cumy biegną skośnie od dziobu jednostki w przód i od rufy w tył, szpringi zaś odwrotnie, kontrując cumy. Bresty są prowadzone prostopadle do nabrzeża.

Rysunek mocowania lin cumowniczych
(1) – cuma dziobowa; (2) – brest dziobowy; (3) – szpring dziobowy; (4) – szpring rufowy; (5) – brest rufowy; (6) – cuma rufowa

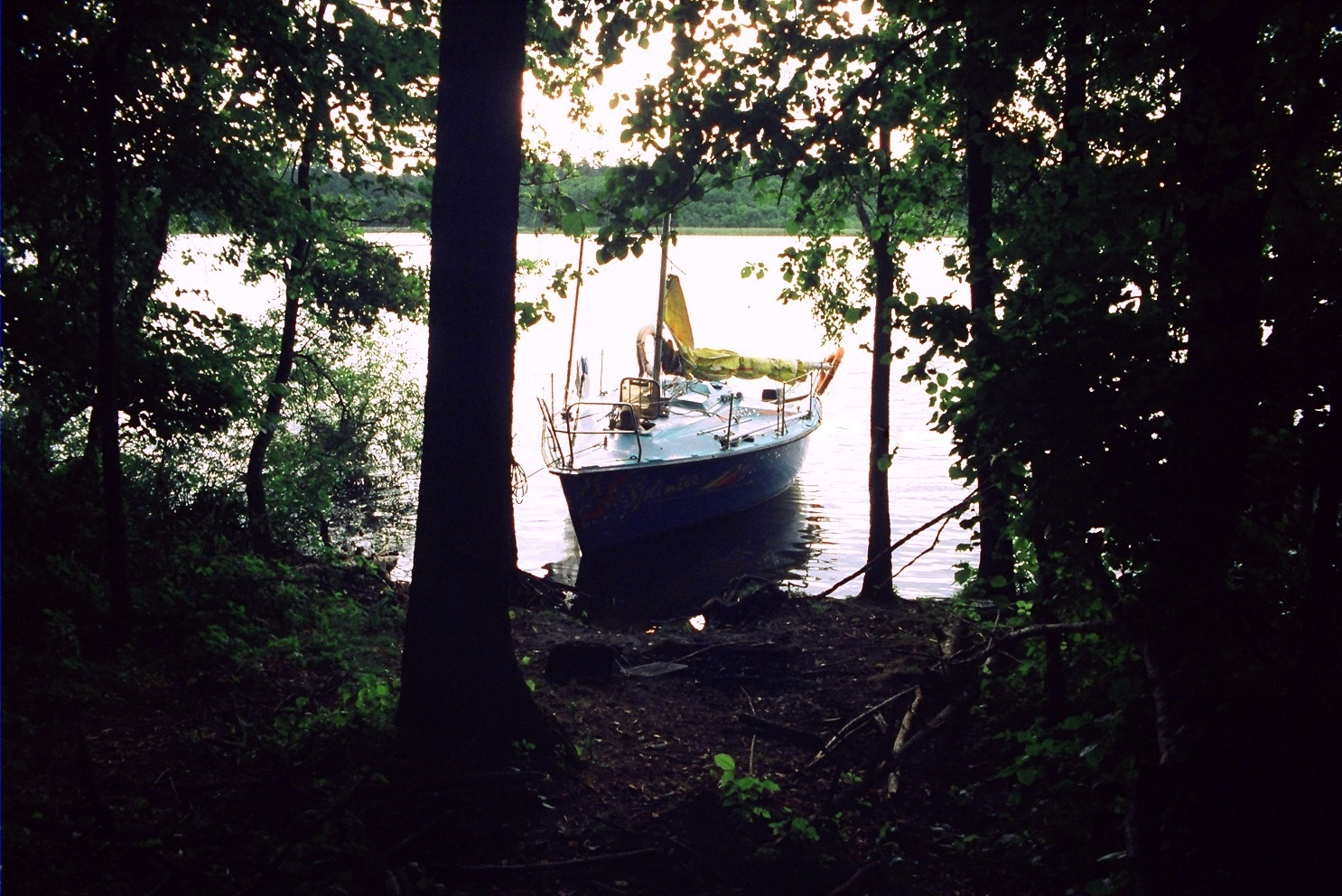
Przygodne cumowanie łodzi żaglowej

Cumowanie ma na celu nie tylko bieżące unieruchomienie jednostki, ale także zabezpieczenie jej przed zerwaniem w razie pogorszenia pogody, a sposób cumowania powinien uwzględniać także warunki lokalne – przede wszystkim wahania poziomu wody. W przypadku korzystania przez więcej niż jedną jednostkę z tych samych urządzeń cumowniczych na nabrzeżu, liny cumownicze powinno się tak zakładać, aby było możliwe zdejmowanie ich w dowolnej kolejności. Np. w przypadku liny z uchem robi się to w ten sposób, że drugą linę przewleka się od spodu przez ucho tej będącej już na polerze i następnie zakłada na poler powyżej pierwszej liny.
W przypadku występowania nurtu wody, lub wiatru o istotnej sile, manewru cumowania należy dokonywać pod prąd i pod wiatr.
Cumowanie wykonuje się po dojściu jednostki do nabrzeża (lub innego obiektu) i wyhamowaniu jej. Przy większych jednostkach dojście to jest realizowane za pomocą holowników portowych. Sama czynność cumowania polega na podaniu lin cumowniczych na ląd, dociągnięciu nimi jednostki do nabrzeża aż oprze się o odbijacze, a następnie obłożeniu tych lin na polerach.
W przypadku większych odległości od brzegu, aby linę cumowniczą podać z jednostki na brzeg, przerzuca się najpierw rzutkę, na końcu której dowiązana jest lina cumownicza, lub też mocniejsza linka (messanger), a do niej dopiero lina właściwa.
Robotnik portowy wyspecjalizowany w przyjmowaniu "cum" (czyli lin cumowniczych) z pokładu, mocowaniu cum na nabrzeżu i oddawaniu cum na pokład to cumownik portowy. Ponieważ cumowanie jest manewrem potencjalnie niebezpiecznym zarówno dla infrastruktury nabrzeża, jak i sąsiednich zacumowanych jednostek, w przypadku większych statków przepisy portowe określają obowiązek korzystania z cumowników, oraz określają ich liczbę w zależności od długości statku.
Po zacumowaniu jednostki możliwe jest także jej przecumowanie. Terminem tym nazywa się manewry przestawienia (ferholung) lub obrócenia (overholung) jednostki. Manewrów tych dokonuje się na linach cumowniczych.
Potocznie terminem cumowania nazywa się także manewr dochodzenia jednostki do obiektu, przy którym będzie zacumowana. Również potocznie cumowaniem nazywa się postój jednostki przy nabrzeżu.